# Russisch alfabet
Het moderne Russische alfabet (Russisch: русский алфавит) is een alfabet van het Cyrillische schrift. Het werd geïntroduceerd in het Kievse Rijk op het tijdstip van zijn bekering naar het christendom in 988. Bepaalde archeologische vondsten suggereren echter een iets vroegere invoering.
Het alfabet zoals hier getoond is de gedrukte vorm. De met de hand geschreven Cyrillische letters zien er beduidend anders uit.

## Alfabet
|                                               |               | Naam                                         | Naam       |                                                            |                      |                                                                                   |                    |               |
| Hoofdletter                                   | Kleine letter | Russisch                                     | IPA        | Oude naam1                                                 | IPA                  | Voorbeeld                                                                         | Numerieke waarde19 | Unicode (hex) |
| --------------------------------------------- | ------------- | -------------------------------------------- | ---------- | ---------------------------------------------------------- | -------------------- | --------------------------------------------------------------------------------- | ------------------ | ------------- |
| А                                             | а             | а                                            | ɑ          | азъ [as]                                                   | [a]                  | a in dat                                                                          | 1                  | U+0410 U+0430 |
| Б                                             | б             | бэ                                           | bɛ         | буки ['bu.kʲɪ]                                             | [b] of [bʲ]          | b in bed                                                                          | -                  | U+0411 U+0431 |
| В                                             | в             | вэ                                           | vɛ         | вѣди ['we.dʲɪ]                                             | [v]                  | v in vocht                                                                        | 2                  | U+0412 U+0432 |
| Г                                             | г             | гэ                                           | gɛ         | глаголь [glʌ'golʲ]                                         | [g] of [ɦ]           | g in goal                                                                         | 3                  | U+0413 U+0433 |
| Д                                             | д             | дэ                                           | dɛ         | добро [də'bro]                                             | [d] of [dʲ]          | d in de                                                                           | 4                  | U+0414 U+0434 |
| Е                                             | е4            | е                                            | jɛ         | есть [jesʲtʲ]                                              | [jɛ] of [ ʲɛ]        | je in jennen                                                                      | 5                  | U+0415 U+0435 |
| Ё                                             | ё4,7          | ё                                            | jɔ         | -                                                          | [jo] of [ ʲo]        | jo in jokken of eu in leuk                                                        | -                  | U+0401 U+0451 |
| Ж                                             | ж             | же                                           | ʐɛ         | живѣте [ʐɨ'vʲɵ.tʲə]                                        | [ʐ]                  | g in genre, j in John, zh of ž (stemhebbende retroflexe fricatief)                | -                  | U+0416 U+0436 |
| З                                             | з             | зэ                                           | zɛ         | земля [zʲɪ'mlʲa]                                           | [z] of [zʲ]          | z in zon                                                                          | 7                  | U+0417 U+0437 |
| И                                             | и4            | и                                            | i          | иже ['i.ʐɨ]                                                | [i] of [ ʲi]         | ie in zie¹                                                                        | 8                  | U+0418 U+0438 |
| Й                                             | й             | и краткое                                    | i kratkɔjɛ | и съ краткой [i s 'kra.tkəj]                               | [j]                  | i in haai                                                                         | -                  | U+0419 U+0439 |
| К                                             | к             | ка                                           | kɑ         | како ['ka.kə]                                              | [k] of [kʲ]          | k in kat, c in Victor of q in quiz                                                | 20                 | U+041A U+043A |
| Л                                             | л             | эл                                           | ɛl         | люди ['lʲu.dʲɪ]                                            | [l] of [lʲ]          | l in lamp                                                                         | 30                 | U+041B U+043B |
| М                                             | м             | эм                                           | ɛɱ         | мыслѣте ['mɨ.slʲɪ.tʲɪ]                                     | [m] of [mʲ]          | m in map                                                                          | 40                 | U+041C U+043C |
| Н                                             | н             | эн                                           | ɛn         | нашъ [naʂ]                                                 | [n] of [nʲ]          | n in net                                                                          | 50                 | U+041D U+043D |
| О                                             | о             | о                                            | ɔ          | онъ [on]                                                   | [o]                  | o in rok                                                                          | 70                 | U+041E U+043E |
| П                                             | п             | пэ                                           | pɛ         | покой [pʌ'koj]                                             | [p] of [pʲ]          | p in pet                                                                          | 80                 | U+041F U+043F |
| Р                                             | р             | эр                                           | ɛr         | рцы [rʦɨ]                                                  | [r] of [rʲ]          | r in rol (Nederlandse -r)                                                         | 100                | U+0420 U+0440 |
| С                                             | с             | эс                                           | ɛs         | слово ['slo.və]                                            | [s] of [sʲ]          | s in sok, ç in Curaçao, c in cel of sch in kritisch                               | 200                | U+0421 U+0441 |
| Т                                             | т             | тэ                                           | tɛ         | твердо [tvʲɛ.rdə]                                          | [t] of [tʲ]          | t in tip                                                                          | 300                | U+0422 U+0442 |
| У                                             | у             | у                                            | u          | укъ [uk]                                                   | [u] of [w]           | oe in roet¹                                                                       | 400                | U+0423 U+0443 |
| Ф                                             | ф             | эф                                           | ɛf         | фертъ [fʲɛrt]                                              | [f] of [fʲ]          | f in fiets of ph in Zutphen                                                       | 500                | U+0424 U+0444 |
| Х                                             | х             | ха                                           | χɑ         | хѣръ [xʲɛr]                                                | [x]                  | ch in lach                                                                        | 600                | U+0425 U+0445 |
| Ц                                             | ц             | цэ                                           | tsɛ        | цы [ʦɨ]                                                    | [ʦ]                  | ts in rots                                                                        | 900                | U+0426 U+0446 |
| Ч                                             | ч             | че                                           | tʃɛ        | червь [ʨervʲ]                                              | [ʨ]                  | tsj in Tsjechië of č                                                              | 90                 | U+0427 U+0447 |
| Ш                                             | ш             | шя                                           | ʂɑ         | ша [ʂa]                                                    | [ʂ]                  | sj in sjaal, sh in shop, ch in machine                                            | -                  | U+0428 U+0448 |
| Щ                                             | щ             | щя                                           | ʂt͡ʂɑ       | ща [ɕtɕa]                                                  | [ʃtɕ]                | š of sh (het Nederlands heeft geen woorden waarin deze klank voorkomt)            | -                  | U+0429 U+0449 |
| Ъ                                             | ъ             | твёрдый знак ['tvʲo.rdəj 'znak] (hard teken) | -          | еръ [jer]; Jer                                             | Note2                | een teken dat aangeeft dat de voorafgaande medeklinker niet gepalataliseerd wordt | -                  | U+042A U+044A |
| Ы                                             | ы             | еры                                          | jɛrɨ       | еры ['jɛ.rɨ]                                               | [ɨ]5                 | (het Nederlands heeft geen woorden waarin deze klank voorkomt)                    | -                  | U+042B U+044B |
| Ь                                             | ь             | мягкий знак ['mʲækʲɪj 'znak]                 | -          | ерь [jerʲ]                                                 | [ ʲ]3                | een teken dat aangeeft dat de voorafgaande medeklinker gepalataliseerd wordt      | -                  | U+042C U+044C |
| Э                                             | э6            | э                                            | ɛ          | -                                                          | [ɛ]                  | e in met                                                                          | -                  | U+042D U+044D |
| Ю                                             | ю             | ю                                            | ju         | ю [ju]                                                     | [ju] of [ ʲu]        | joe in joelen of u in bunker                                                      | -                  | U+042E U+044E |
| Я                                             | я4,16,17      | я                                            | jɑ         | я [ja]                                                     | [ja] of [ ʲa]        | ja in jas                                                                         | -                  | U+042F U+044F |
| Letters die in 1918 zijn afgeschaft           |               |                                              |            |                                                            |                      |                                                                                   |                    |               |
| І                                             | і8            | -                                            |            | і десятеричное [i]                                         | [i] of [ ʲi]         | ie in zien                                                                        | 10                 |               |
| Ѳ                                             | ѳ9            | -                                            |            | ѳита [fʲɪ'ta]                                              | [f] of [fʲ]          | f in fiets                                                                        | 9                  |               |
| Ѣ                                             | ѣ10           | -                                            |            | ять [jætʲ] Jat                                             | [jɛ] of [ ʲɛ]        | ee in meel                                                                        | -                  |               |
| Ѵ                                             | ѵ11           | -                                            |            | ижица ['i.ʐɨ.tsə]                                          | [i] of [ ʲi]         | i in fitness                                                                      | -                  |               |
| Letters die in de 18e eeuw in onbruik waren18 |               |                                              |            |                                                            |                      |                                                                                   |                    |               |
| Ѕ                                             | ѕ14           | -                                            |            | зѣло ['zʲɛ.lə]                                             | [dz], [z] of [zʲ]    | z in zien                                                                         | 6                  |               |
| Ѯ                                             | ѯ12           | -                                            |            | кси [ksʲi]                                                 | [ks] of [ksʲ]        | x in taxi                                                                         | 60                 |               |
| Ѱ                                             | ѱ12           | -                                            |            | пси [psʲi]                                                 | [ps] of [psʲ]        | ps in psychologie                                                                 | 700                |               |
| Ѡ                                             | ѡ13           | -                                            |            | омега [ʌ'mʲɛ.gə]                                           | [o]                  | o in mop                                                                          | 800                |               |
| Ѫ                                             | ѫ             | -                                            |            | юсъ большой ['jus bʌlʲ'ʂoj], Joes                          | [u], [ju] of [ ʲu]15 | u in muziek                                                                       | -                  |               |
| Ѧ15                                           | ѧ15           | -                                            |            | юсъ малый ['jus 'mɑ.lɨj]                                   | [ja] of [ ʲa]16      | ja in jagen                                                                       | -                  |               |
| Ѭ                                             | ѭ             | -                                            |            | юсъ большой іотированный ['jus bʌlʲ'ʂoj jʌ'tʲi.rə.vən.nɨj] | [ju] of [ ʲu]15      | joe in joelen                                                                     | -                  |               |
| Ѩ                                             | ѩ             | -                                            |            | юсъ малый іотированный ['jus 'mɑ.lɨj jʌ'tʲi.rə.vən.nɨj]    | [ja] of [ ʲa]15      | ja in jaloers                                                                     | -                  |               |

¹Voor een medeklinker of aan het eind van een woord.
²Voor een klinker of zichzelf.

## Namen van de letters
1. Tot ongeveer 1900 werden namen uit het Kerkslavisch gebruikt als geheugensteuntjes voor de letters. Zij worden hier gegeven in de spelling voor 1918 van het burgerlijke alfabet van na 1708.
Wanneer de letters in de traditionele volgorde gelezen worden is er een boodschap van de uitvinders van het alfabet te horen:
| аз буки веди                          | "Ik ken letters"                                                                                              |
| глаголь добро есть                    | "Spreken is een goede daad" of "Het woord is rijkdom"                                                         |
| живете зело, земля, и иже и како люди | "Leef, terwijl je geestdriftig werkt, mensen van de Aarde, op de manier die mensen zouden moeten gehoorzamen" |
| Живите, трудясь                       | "Werk hard tijdens je leven"                                                                                  |
| мыслете наш он покой                  | "Probeer het universum (het wereldrond) te begrijpen"                                                         |
| рцы слово твердо                      | "Draag de kennis stevig" ("woord" betekent hier "kennis")                                                     |
| ук ферт хер                           | "De kennis wordt bevrucht door de Schepper, kennis is het geschenk van God"                                   |
| цы червь ша ер ять юс                 | "Probeer harder het Licht van de Schepper te begrijpen"                                                       |

## Niet-gevocaliseerde letters
2. Het harde teken ъ wordt gebruikt om voorvoegsels van een daarop volgende geïoteerde klinker. Zijn oorspronkelijke betekenis, die uiterlijk rond 1400 verdwenen was, was die van een erg korte sjwa-achtige middenklank, [ŭ] maar waarschijnlijk uitgesproken als [ə] of [ɯ].
3. Het zachte teken ь geeft aan dat de voorafgaande medeklinker gepalataliseerd wordt. Dit is belangrijk omdat palatalisatie fonematisch is in het Russisch. Zo betekent "брат" broer en "брать" nemen.
De oorspronkelijke uitspraak van het zachte teken, verloren rond 1400 op zijn laatst, was die van een gereduceerde gedekte klinker [ĭ] die echter waarschijnlijk uitgesproken werd als [ɪ] of [jɪ].

## Klinkers
4. De klinkers е, ё, и, ю en я duiden een voorafgaande palatale medeklinker aan. Al deze klinkers behalve и worden geioteerd met een voorafgaande [j] wanneer ze aan het begin van een woord of na een andere klinker geschreven worden. De и werd ook geioteerd tot in de 19e eeuw.
5. De ы is een oude gedekte middenklinker uit het Oerslavisch, die beter bewaard gebleven zou zijn in het Russisch dan in andere Slavische talen. Hij werd oorspronkelijk genasaliseerd op bepaalde posities: OR камы ['ka.mɨ̃] R камень ['ka.mʲɪnʲ] "rots". Zijn geschreven vorm heeft zich als volgt ontwikkeld: ъ + і > ꙑ > ы.
6. De э werd in 1708 geïntroduceerd om de ongeioteerde niet palataliserende [ɛ] te onderscheiden van de geioteerde palataliserende vorm. Het oorspronkelijke gebruik was е voor de ongeioteerde [ɛ] en ѥ of ѣ voor de geioteerde, maar ѥ raakte in onbruik in de 16e eeuw.
7. De ё, geïntroduceerd door Karamzin in 1797, is het teken voor een [jo]-klank die zich historisch gezien ontwikkeld heeft uit een beklemtoonde [je], een proces dat tot op vandaag doorgaat. De letter ё is optioneel in het schrift (niet bij de uitspraak): het is formeel correct om consistent e te schrijven voor zowel [je] als [jo]. In de 20e eeuw zijn er meerdere onsuccesvolle pogingen gedaan om het gebruik van ё te verplichten. Geen van deze pogingen heeft het uitgehouden en het hedendaagse computergebruik heeft het gebruik nog verder verminderd.

## In 1918 afgeschafte letters
8. De і ("Decimale I"), die dezelfde uitspraak heeft als и, werd uitsluitend direct voor andere klinkers en de й ("Korte I") gebruikt. Voorbeelden zijn патріархъ [pətrʲɪ'arx] "patriarch") en міръ [mʲir] "wereld" en zijn afgeleiden. міръ wordt zo onderscheiden van миръ [mʲir] "vrede", hoewel de woorden uit hetzelfde woord zijn ontstaan en geen willekeurige homoniemen.
9. De ѳ ("Fita"), afgeleid van de Griekse thèta, was identiek aan ф in uitspraak, maar werd etymologisch gebruikt.
10. De ѣ ("Jat") had oorspronkelijk een specifieke klank, maar de uitspraak was in het midden van de 18e eeuw gelijk geworden aan die van de е in de gewone taal. Sinds de afschaffing van de jat in 1918 is deze letter een politiek symbool van de oude spelling gebleven.
11. De ѵ ("Izjitsa"), afgeleid van de Griekse ypsilon, werd als de и uitgesproken, net als in Byzantijns Grieks. De letter werd etymologisch gebruikt, maar in 1918 was het gebruik zeer zeldzaam geworden.

## In 1750 in onbruik geraakte letters
12. De ѯ en de ѱ zijn de Griekse letters xi en psi. Deze letters werden in seculiere taal etymologisch gebruikt tot de 18e eeuw, hoewel niet erg consistent. In Kerkslavisch was het gebruik wel consistent en worden de letters nu nog gebruikt.
13. De ѡ is de Griekse letter omega en wordt uitgesproken als о. Hij werd in seculiere taal gebruikt tot de 18e eeuw, maar in het Kerkslavisch wordt hij nog steeds gebruikt, vooral ter onderscheiding van verbuigingsvormen die anders hetzelfde geschreven zouden worden.
14. De ѕ correspondeerde met de archaïscher [dz]-uitspraak, die al snel na het ontstaan van de Oostslavische talen daarin niet meer voorkwam maar in bepaalde woorden in seculiere schrijftaal door traditie behouden bleef tot de 18e eeuw, en tot op heden in het Kerkslavisch.
15. De joesen waren volgens linguïstische reconstructie al nutteloos voor de Oostslavische fonologie vanaf het begin van de Oostslavische talen, maar ze werden samen met de andere letters van het Cyrillische alfabet geïntroduceerd. De letters ѭ en ѩ waren nagenoeg verdwenen in de 12e eeuw. De ongeioteerde ѫ werd echter etymologisch gebruikt tot de 16e eeuw. Daarna werd hij slechts gebruikt als dominicale letter in de paastabellen. Het 17e-eeuwse gebruik van ѫ en ѧ (volgende noot) overleeft in het hedendaagse Kerkslavisch.
16. De letter ѧ was aangepast om de geioteerde [ja] я in het midden of aan het einde van een woord weer te geven; de moderne letter я is een aanpassing van de cursieve vorm van deze letter in de 17e eeuw, die geconserveerd is door de typografische hervorming van 1708.
17. Tot 1708 werd de geioteerde [ja] geschreven als ıa aan het begin van een woord. Dit onderscheid tussen ѧ en ıa is bewaard gebleven in het Kerkslavisch.
18. Hoewel meestal wordt beweerd dat de in de 18e eeuw in onbruik geraakte letters afgeschaft werden in de typografische hervorming van 1708 is de werkelijkheid ingewikkelder. Inderdaad werden de letters, evenals de moderne letter и, oorspronkelijk weggelaten in het voorbeeldalfabet, dat gedrukt was in een westers lettertype met schreef en gepresenteerd werd in Peter de Grote's edict. De weggelaten letters werden echter onder druk van de Russisch-orthodoxe Kerk in ere hersteld in een latere variant van het moderne lettertype. Maar in 1750 werden de letters totaal niet meer gebruikt in de seculiere schrijftaal.

## Numerieke waarden
19. De numerieke waarden corresponderen met de Griekse cijfers, waarbij de [ѕ] gebruikt werd voor de digamma, de [ч] voor de qoppa en de [ц] voor de sampi. Het systeem werd afgeschaft voor seculier gebruik in 1708 na een overgangsperiode van ongeveer een eeuw. Het wordt nog steeds gebruikt in het Kerkslavisch.

## Toetsenbordindeling
De Russische toetsenbordindeling voor Microsoft-Windowscomputers: